# Hôtel de Toulouse
L'Hôtel de Toulouse, vecchio Hôtel de La Vrillière, è un hôtel particulier, situato in rue La Vrillière, nel I arrondissement di Parigi, vicino alla Place des Victoires.

## Storia

### L'Hôtel de La Vrillière
Il Palazzo venne costruito a partire dal 1635 dall'architetto reale François Mansart per Louis I Phélipeaux de La Vrillière, Segretario di Stato. Grande amatore dell'arte italiana, Phélypeaux, vi fece erigere anche una galleria per ospitare le sue collezioni (Guercino, Guido Reni, Pietro da Cortona, Carlo Maratta, ecc). Lunga 40 m, con la volta affrescata da François Perrier, s'ispira alle grandi gallerie reali come la Galleria d'Apollo al Palazzo del Louvre e la Galleria degli Specchi della Reggia di Versailles.

### L'Hôtel de Toulouse

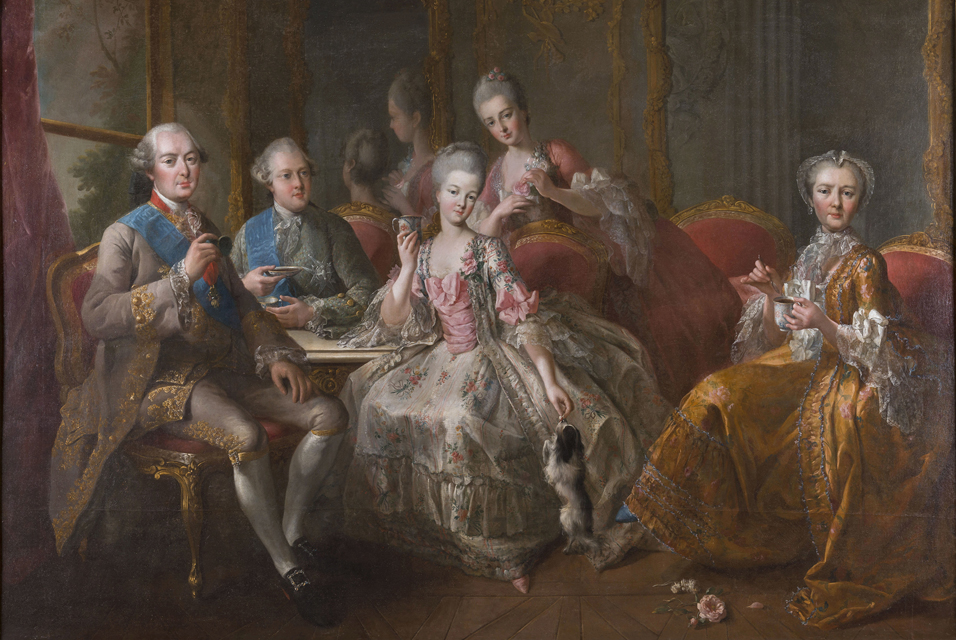
La Famiglia del Duca di Penthièvre, Jean-Baptiste Charpentier le Vieux, 1768

Nel 1705, Louis II Phélypeaux de La Vrillière, cede la residenza a Louis Raullin-Rouillé, ricco funzionario delle Poste. Nel 1713 la vedova di quest'ultimo venderà il palazzo al principe Luigi Alessandro di Borbone-Francia, detto il Conte di Tolosa, figlio naturale del   Re Sole e della Marchesa di Montespan. L'edificio prenderà da allora il nome di Hôtel de Toulouse.
Il nuovo proprietario fa ristrutturare l'intera residenza dal grande architetto di corte Robert de Cotte, sarà allora che la galleria riceve quel ricco apparato decorativo di boiserie dorate che le meriteranno da allora l'appellativo di Galerie Dorée; alta opera esemplare dello stile Reggenza e dello spirito Barocco. Nel 1737, alla morte del Conte di Tolosa, il palazzo passa a suo figlio, Luigi Giovanni Maria di Borbone, Duca di Penthièvre. Alla morte di quest'ultimo, nel 1793, il palazzo venne confiscato dallo Stato e spogliato dei suoi patrimoni. Ospiterà all'epoca la Stamperia di Stato e la Galerie Dorée diverrà magazzino di carte.

### La Banque de France

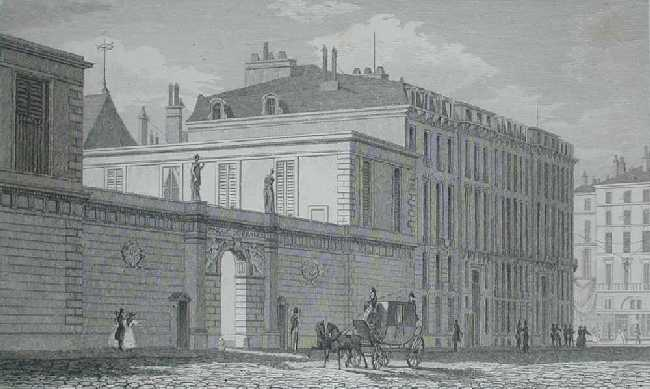
L'Hôtel de Toulouse nel 1829

Nel 1808 l'intero edificio viene acquistato dalla Banca di Francia che vi s'installerà definitivamente nel 1811. Diverrà la sua sede storica. Per tutto il XIX secolo il palazzo subì continue e notevoli trasformazioni e ristrutturazioni secondo i programmi di ampliamento successivi, come ad esempio la nuova facciata in stile tradizionale realizzata lungo la rue Croix des Petits-Champs al fine d'inglobare dietro un unico schermo tutte le acquisizioni successive dei lotti adiacenti. Ma la banca si occupò anche del restauro della preziosa galleria, avviato nel 1865.
Il 22 febbraio 1926 la Galerie Dorée viene dichiarata Monumento storico di Francia.
In seguito diverse scene di famosi film vengono girate nella Galleria: Vatel, Tutte le mattine del mondo e Marie Antoinette.

## Architettura e descrizione

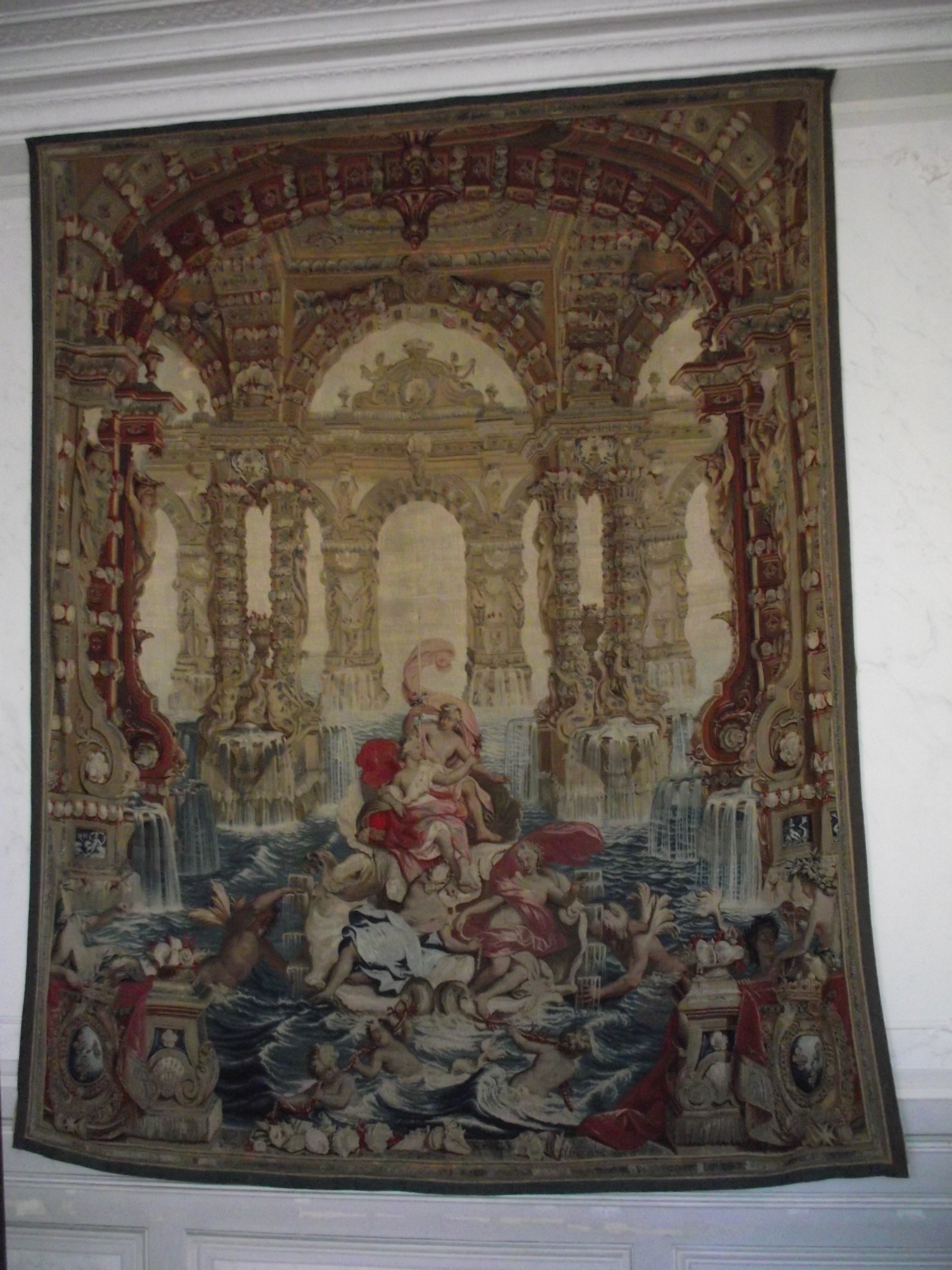
un Arazzo di Beauvais della serie Les Triomphes Marins, 1698.

L'edificio costruito a partire dal 1635 dal grande architetto reale François Mansart e in seguito trasformato per il Conte di Tolosa a partire dal 1713 dall'architetto di corte Robert de Cotte, costituisce un alto esempio di architettura barocca francese secondo gli stilemi classici del periodo di Luigi XIV e quelli più vicini al Rococò del periodo della Reggenza.

### I Trionfi Marini
La serie dei tre preziosi arazzi detti Les Triomphes Marins venne commissionata nel 1698 da Madame de Montespan per suo figlio il Conte di Tolosa, grande ammiraglio di Francia.
Gli arazzi vennero eseguiti su cartoni di Jean Bérain, disegnatore e decoratore dell'Academie royale de musique, dalla Manifattura di Beauvais, riprendono la composizione data da Bérain per il disegno della scena dell'Opera Atys di Jean-Baptiste Lully.

### La Galerie Dorée

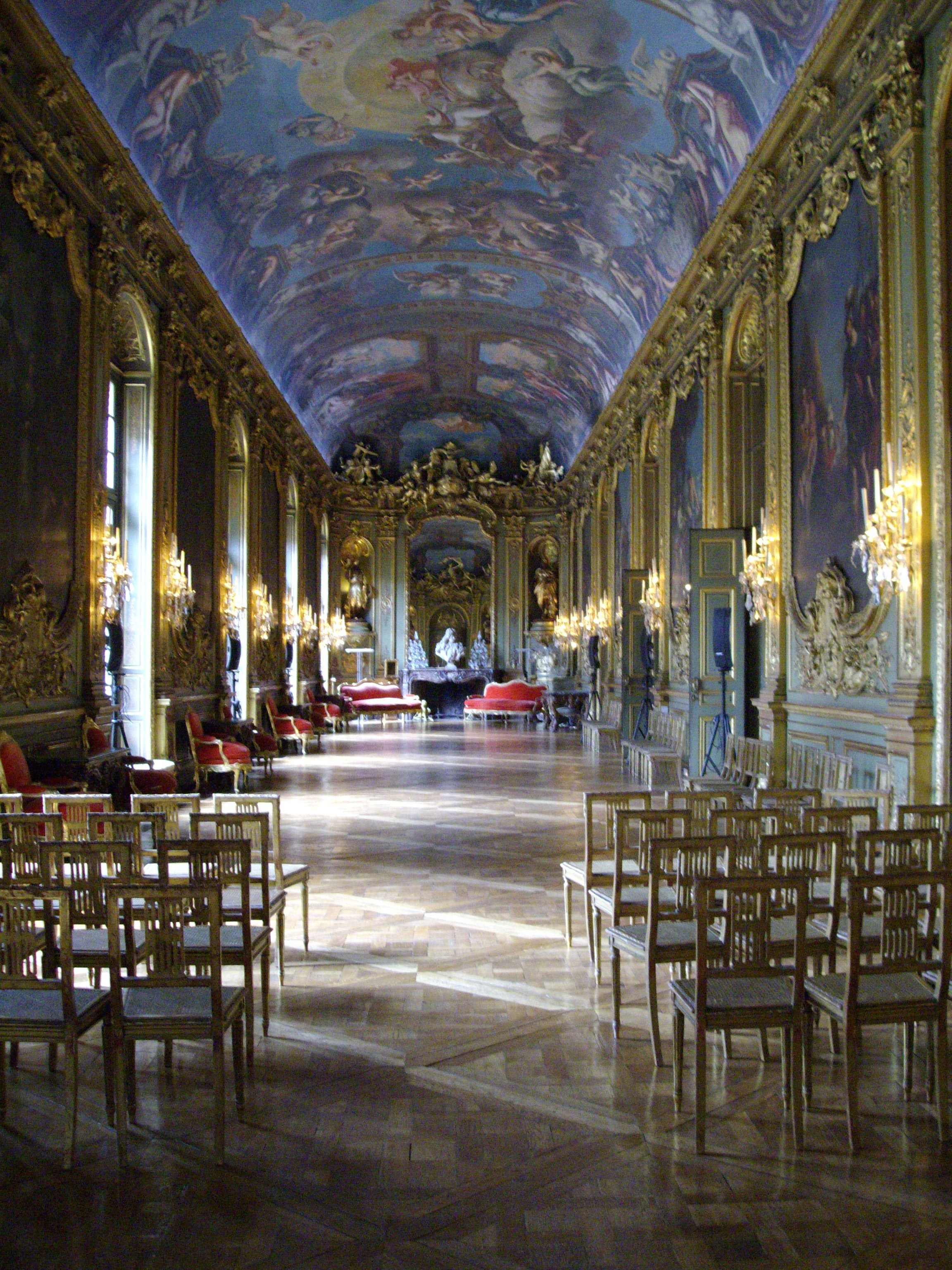
La Galerie Dorée

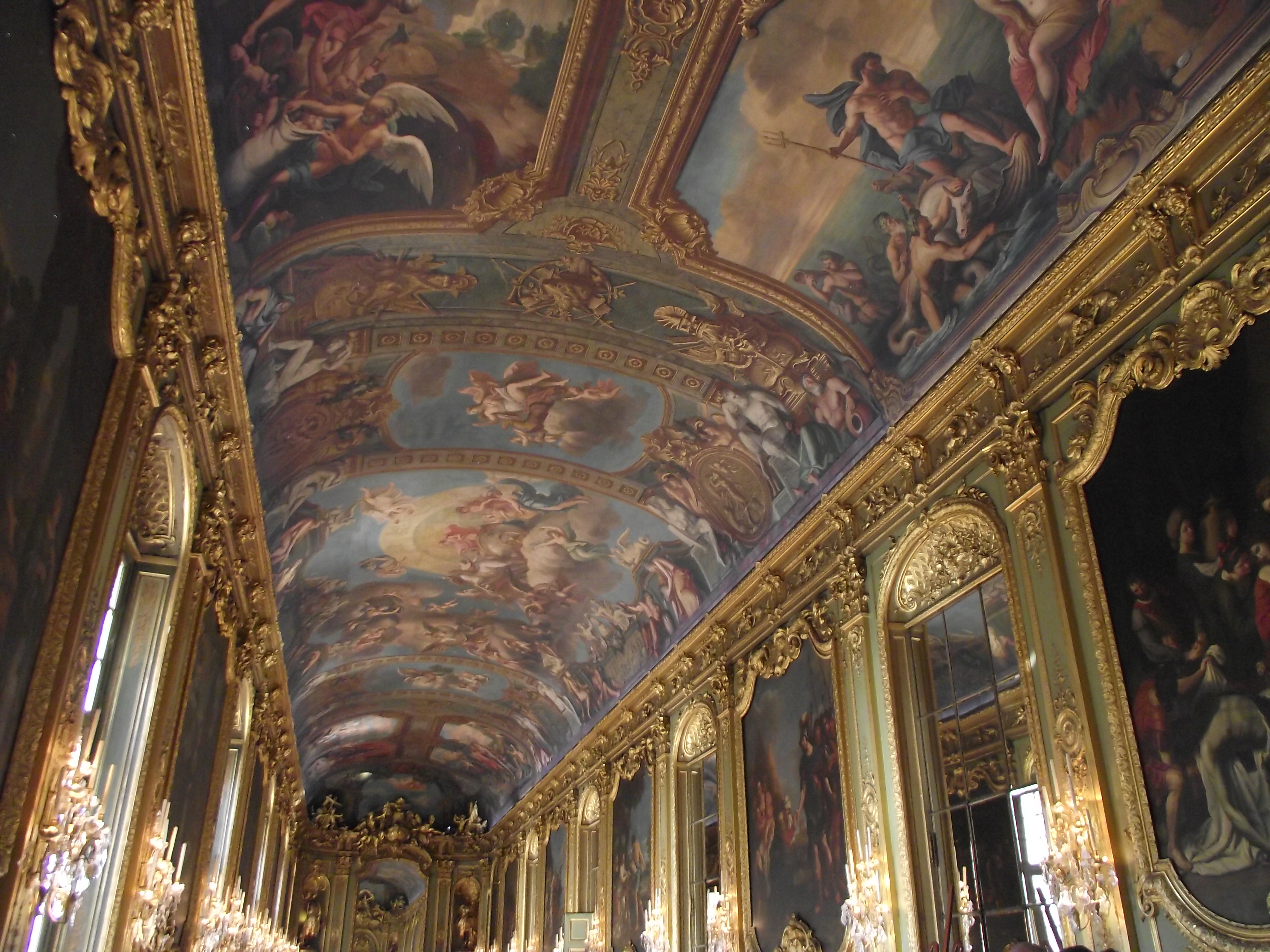
La Galerie Dorée

La Galleria venne costruita da François Mansart come luogo di esposizione della collezione privata di Louis I Phélipeaux de La Vrillière, costituita da dieci tavole di pittori italiani del XVII secolo suoi contemporanei (Guercino, Guido Reni, Pietro da Cortona, Carlo Maratta, ecc.). Ispirata alle grandi gallerie reali come la Galleria d'Apollo al Palazzo del Louvre e la Galleria degli Specchi della Reggia di Versailles, misura 40 m di lunghezza, 6,5 m di larghezza e 8 m di altezza. La porta d'entrata, situata nell'estremità nord-est, si contrappone al caminetto sormontato da una grande specchiera dorata a continuarne, illusivamente, la sua lunghezza. Dal 1713 venne dotata dal Conte di Tolosa di una sublime decorazione di boiserie dorate che, costituendo un capolavoro dello stile Reggenza, le meritarono l'appellativo di Galerie dorée.
La Galleria venne restaurata dalla Banca di Francia nel 1865.

#### La Volta
La volta venne affrescata a partire dal 1646 da François Perrier, su modello della Galleria di Palazzo Farnese a Roma. Rappresenta il Sole attorniato dai quattro elementi: Al centro è Apollo, il Dio del sole, raffigurato sul carro. A destra della porta d'entrata è l'elemento Acqua, rappresentato da Nettuno e Teti. A sinistra della porta è l'Aria, rappresentata dalla scena di "Giunone domanda a Eolo di lasciare i venti". A destra del caminetto è la Terra, rappresentata dal "Ratto di Proserpina da parte di Plutone". A sinistra è il Fuoco, rappresentato dagli "Amori di Giove e Semele".

#### La collezione
Nelle pareti fra le finestre o fra le specchiere, vi furono poste le dieci grandi tele di artisti italiani che, per esporle, diedero impulso alla costruzione della galleria stessa. Oggi le opere poste nella galleria sono delle copie, quelle originali sono state disseminate nei grandi musei di provincia durante il Consolato (1799-1804).
Da sinistra a partire dalla porta d'entrata si trovano:
- Cesare rimette Cleopatra su trono d'Egitto,
 opera eseguita da Pietro da Cortona verso il 1637. L'originale è al Museo di Belle Arti di Lione.
- La Sibilla Tiburtina annuncia ad Augusto la nascita di Cristo,
 opera eseguita da Pietro da Cortona verso il 1660. L'originale è al Museo di Belle Arti di Nancy.
- Il Commiato di Cantone Uticense,
 opera eseguita dal Guercino nel 1637. L'originale è al Museo di Belle Arti di Marsiglia.
- Augusto fa chiudere il Tempio di Giano,
 opera eseguita da Carlo Maratta nel 1655-57. L'originale è al Museo di Belle Arti di Lilla.
- Il combattimento dei Sabini contro i Romani,
 opera eseguita dal Guercino nel 1645. L'originale è al Museo del Louvre di Parigi.
- Furio Camillo invia il maestro dei Falisci ai suoi allievi,
 opera eseguita da Nicolas Poussin nel 1637. L'originale è al Museo del Louvre di Parigi.
- Il Ratto di Elena da parte di Paride,
 opera eseguita da Guido Reni nel 1626-29. L'originale è al Museo del Louvre di Parigi.
- Romolo e Remo raccolti da Faustolo,
 opera eseguita da Pietro da Cortona verso il 1643. L'originale è al Museo del Louvre di Parigi.
- Coriolano vinto dalle lacrime della sua famiglia,
 opera eseguita dal Guercino nel 1643. L'originale è al Museo di Belle Arti di Caen.
- La morte di Cleopatra e Marco Antonio,
 opera eseguita da Alessandro Veronese verso il 1640. L'originale è al Museo del Louvre di Parigi.

#### La decorazione "Reggenza"
La sontuosa decorazione delle pareti, come appare ai giorni nostri, è stata realizzata tra il 1713 e il 1719 dall'architetto reale Robert de Cotte, con l'aiuto di François Antoine Vassé, disegnatore generale della Marina Reale.
Presenta le caratteristiche tipiche dello stile reggenza, di transizione fra la ricca solennità del Barocco francese di Luigi XIV e l'eleganza del Rococò di Luigi XV. L'ornamentazione acquisisce un carattere movimentato: grandi stucchi avvolgenti e a festoni si svolgono lungo le pareti, queste ultime iniziano ad arrotondare e smussare gli angoli, senza tuttavia intaccare le leggi stilistiche che regolano la composizione classicista del secolo precedente; simmetria e regolarità dominano ancora la struttura decorativa. Gli alti incarichi svolti dal principe, Grand Veneur (Maestro che dirigeva la caccia del re) e Grande ammiraglio, ispirano i temi delle decorazioni, con motivi ora legati alla caccia, ora marini: allegorie mitologiche, trofei, strumenti, animali... l'oro apporta luce e vivacità.

## Altre immagini

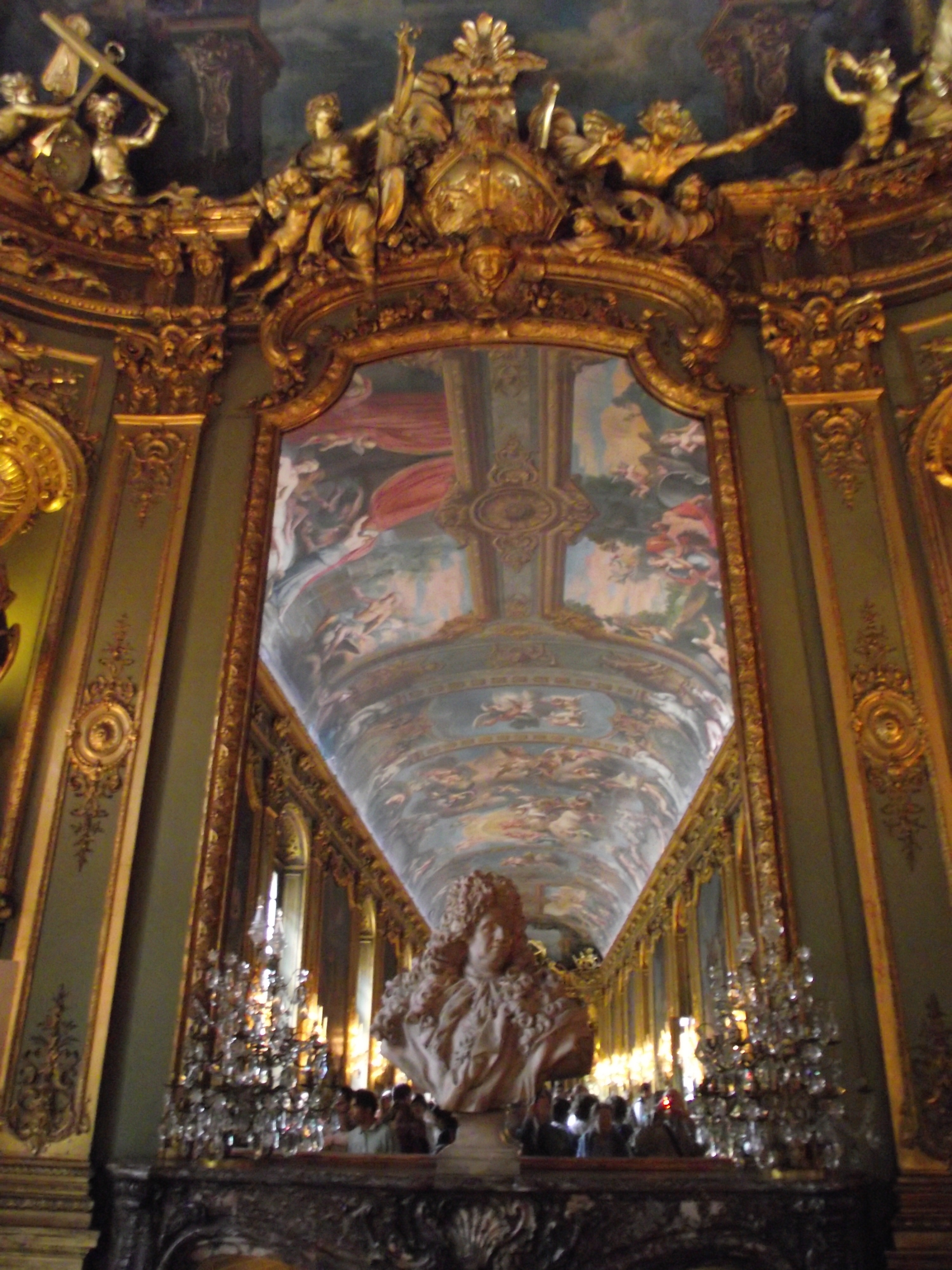
La Galleria riflessa nella specchiera del caminetto
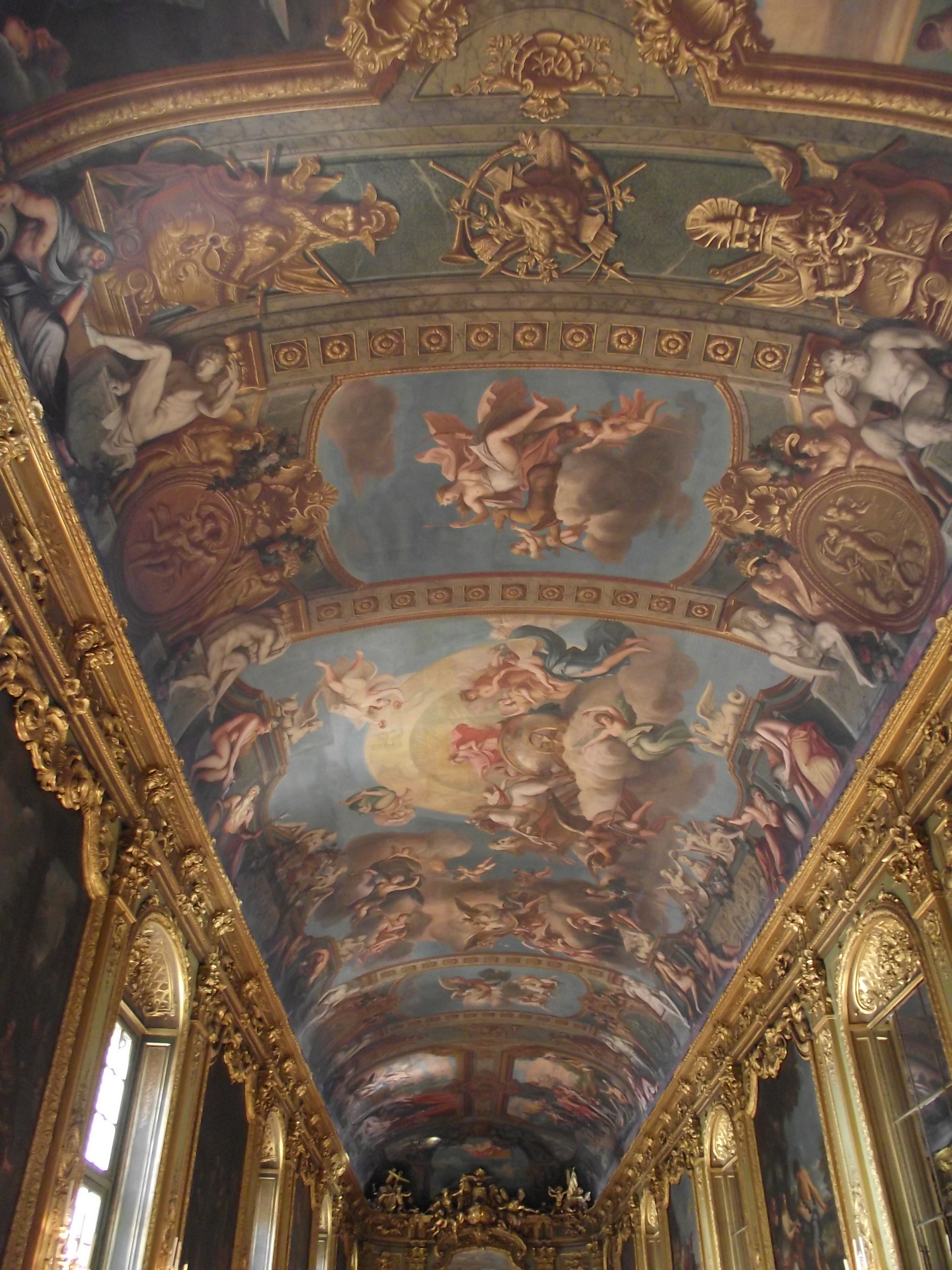
La volta di François Perrier
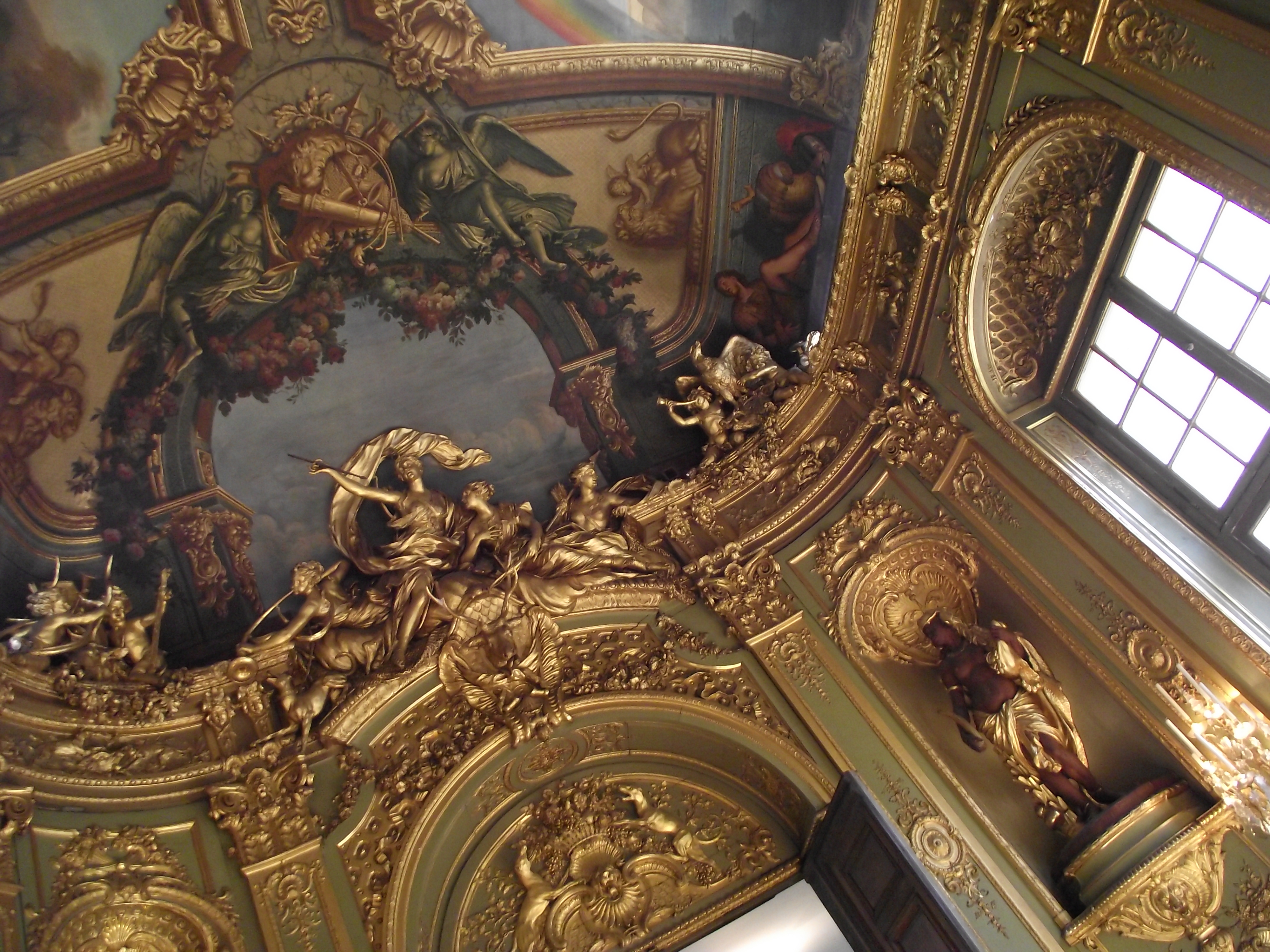
Particolare delle sontuosa decorazione
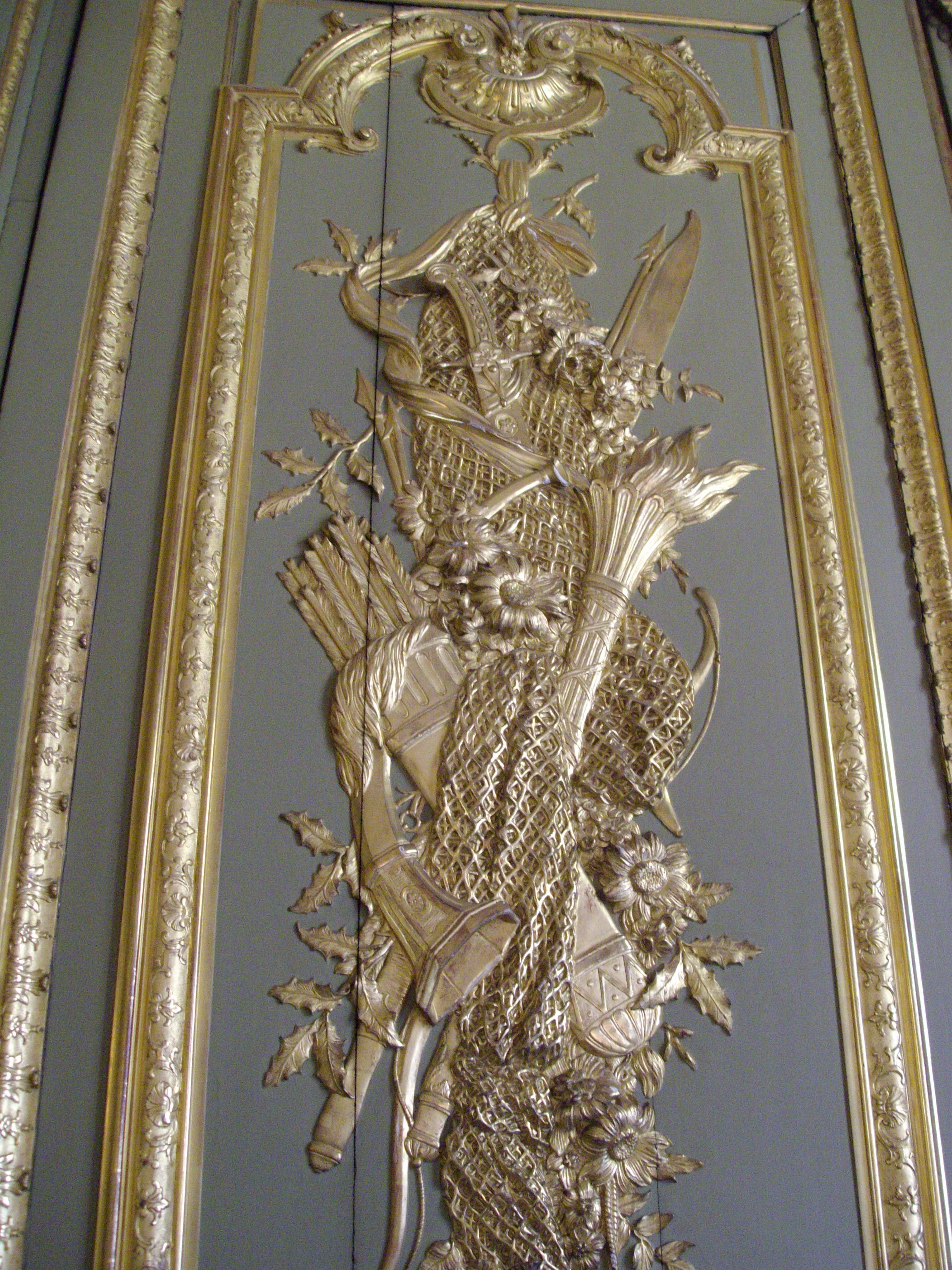
Particolare delle boiserie dorate
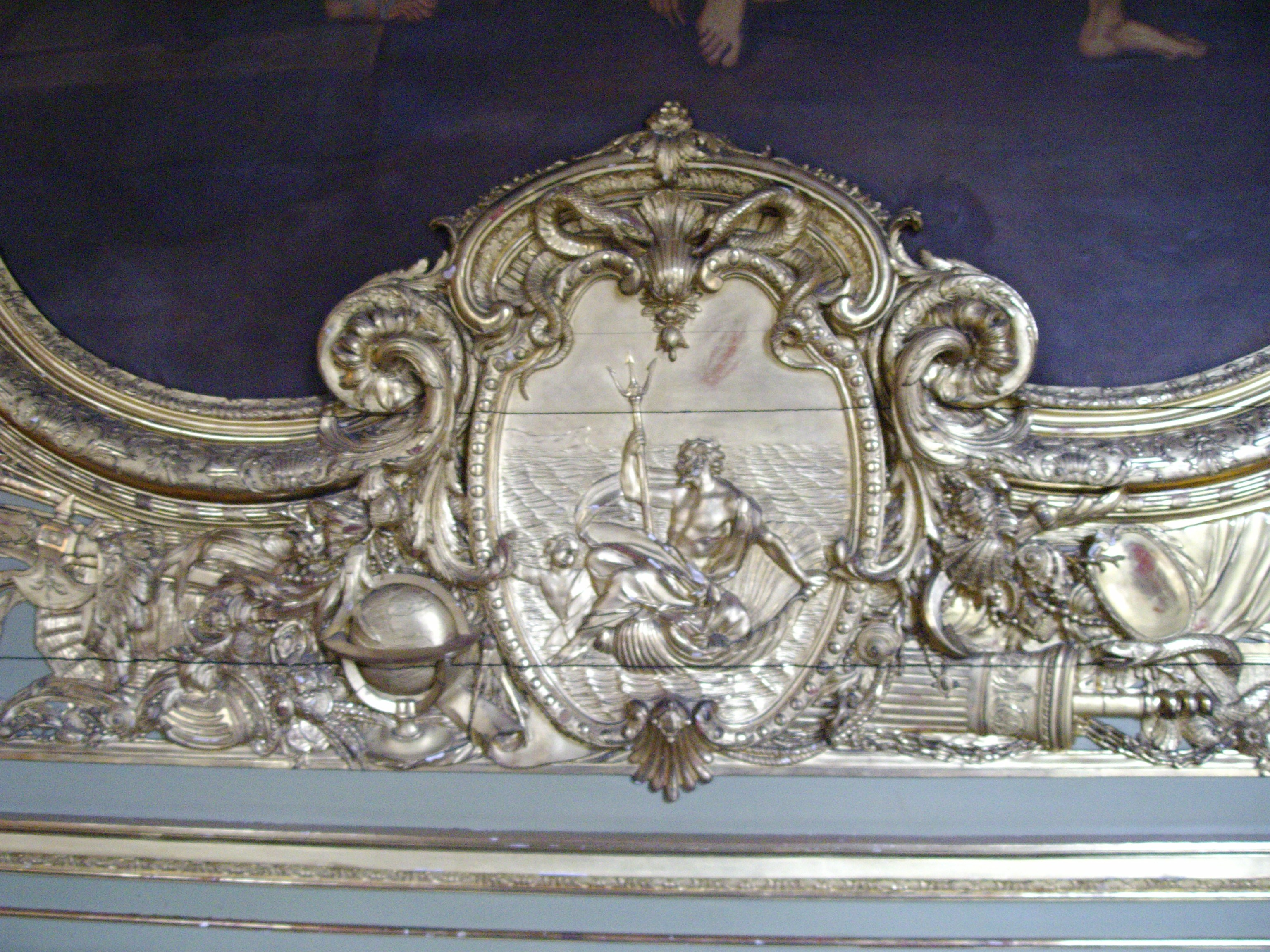
Particolare di uno stucco con la raffigurazione del dio Nettuno
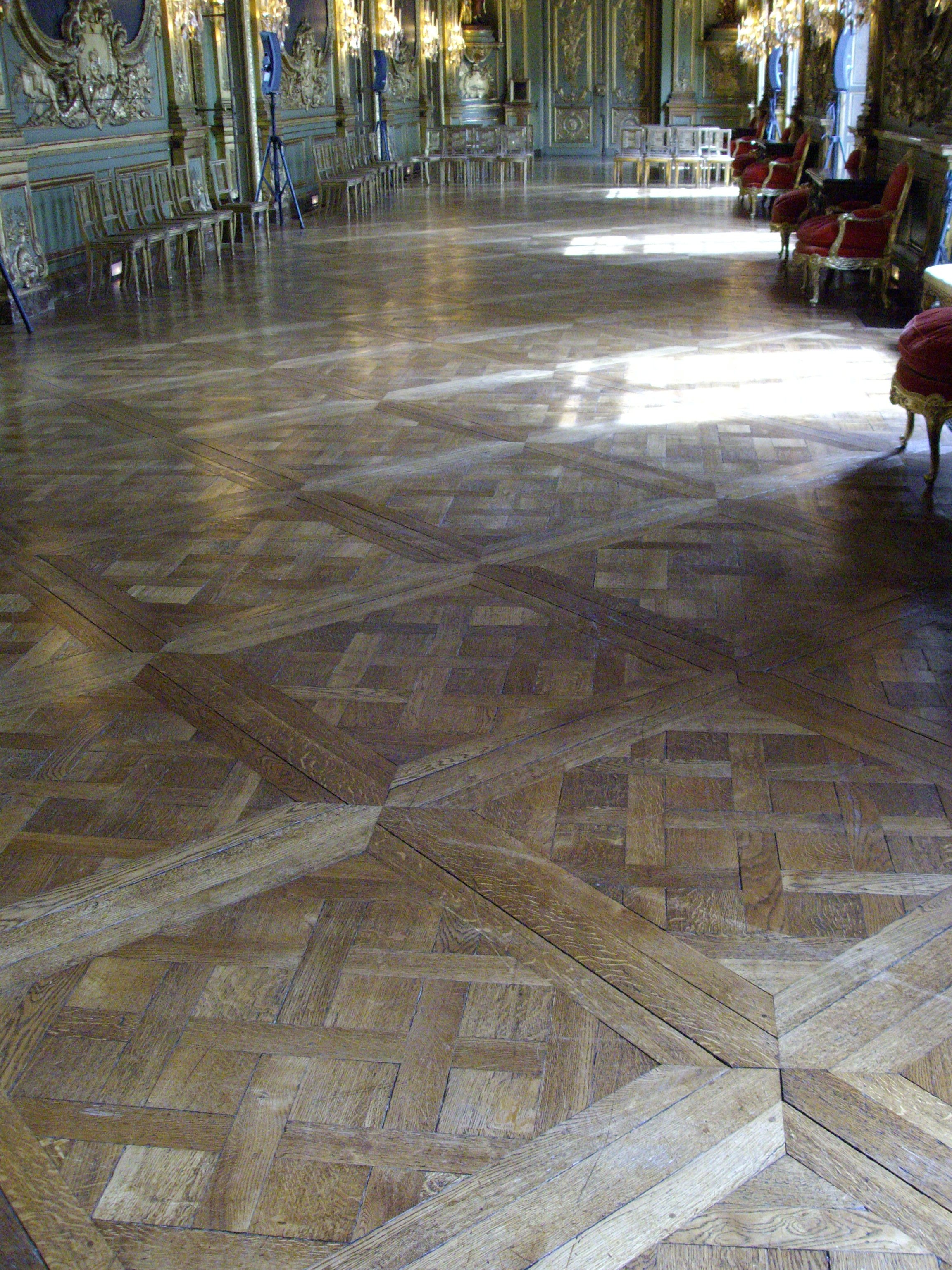
Il parquet nello stile detto "Versailles"